# Grab It for a Second
Albums de Golden Earring
Golden Earring Live
(1977) No Promises...No Debts
(1979)
Grab It for a Second, sorti en 1978, est le quatorzième album du groupe de hard rock néerlandais Golden Earring, « le groupe de rock le plus ancien et le plus couronné de succès que les Pays-Bas aient jamais produit », surnommé les « Hollandais Volants ».
Cet album présente la particularité de posséder une « face 1 » et une « face A ».

## Historique

### Enregistrement et production
L'album est enregistré en 1978 par l'ingénieur du son Shelly Yakus assisté de John Kriek et de Thom Panunzio au studio DMC Baarn aux Pays-Bas et aux Record Plant Studios à New York aux États-Unis,,. 
Il est mixé aux Record Plant Studios et mastérisé par Greg Calbi dans les studios de Sterling Sound à New York,, une société qui a assuré la mastérisation (matriçage) de plus de 28 000 disques vinyles, CD et cassettes depuis 1968.
Le disque est produit par Jimmy Iovine,, un producteur de disques, ingénieur, cadre et homme d'affaires américain né en 1953 à Brooklyn (New York).
Les arrangements pour cordes sont de la main de Ken Ascher,,, ou Kenneth Lee Ascher, un claviériste, pianiste, arrangeur, producteur, auteur-compositeur et compositeur américain né en 1944 à Washington.

Golden Earring
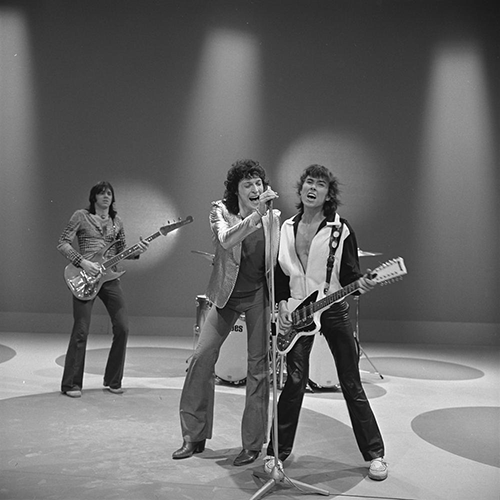
Rinus Gerritsen, Barry Hay et George Kooymans.
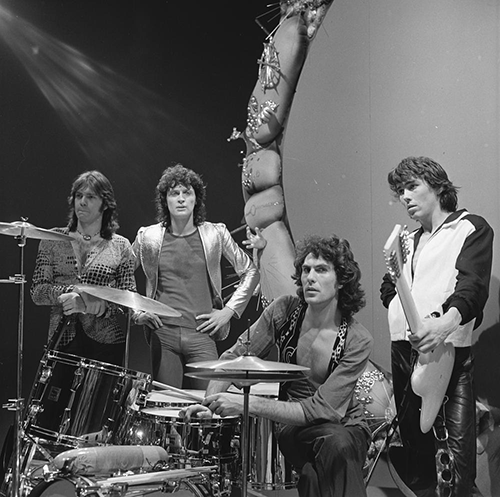
Rinus Gerritsen, Barry Hay, Cesar Zuiderwijk et George Kooymans.

### Publication et rééditions
L'album sort en disque vinyle LP en 1978 sur le label Polydor aux Pays-Bas, en France, au Royaume-Uni et en Afrique du Sud, et sur le label MCA aux États-Unis et au Canada.
La photographie de la couverture (cover photo) est l'œuvre de Mick Rock tandis que celle qui orne l'arrière de la pochette (liner photo) est d'Anton Corbijn,. Le design de la pochette est conçu par Barry Hay (le chanteur du groupe), Ernie Thormahlen et Mick Rock,,.
L'album est ensuite réédité en CD en 1991 par Polydor.

## Accueil critique
Le site AllMusic attribue 2 étoiles à l'album. Le critique musical Donald A. Guarisco d'AllMusic souligne que « Sur Grab It for a Second, Golden Earring a continué dans la direction du hard rock pur et dur qu'ils avaient commencé avec Contraband en 1977. Ils ont également opté pour un son plus adapté à la radio en faisant équipe avec le producteur Jimmy Iovine, qui a poli leur son à un nouveau niveau de finesse et a également étoffé le son du groupe avec des musiciens de session comme le percussionniste Jimmy Maelen. Le résultat est un album qui déchire, mais qui perd de vue la personnalité du groupe ».

## Liste des morceaux
Tous les morceaux ont été composés par George Kooymans et Barry Hay.
« Face 1 » :
1. Movin' Down Life – 3:31
2. Against the Grain – 4:35
3. Grab It for a Second – 4:10
4. Cell 29 – 6:39

« Face A » :
1. Roxanne – 3:39
2. Leather – 5:01
3. Temptin' – 3:43
4. U-Turn Time – 3:25

## Musiciens

### Golden Earring
- George Kooymans : guitare, synthétiseur, chant
- Barry Hay : chant
- Rinus Gerritsen : guitare basse
- Cesar Zuiderwijk : batterie
- Eelco Gelling : guitare, slide guitar

### Musiciens additionnels
- John Zangrando : saxophone
- Lani Groves : choriste
- Jim Maelen : percussions
- Kevin Nance : claviers

## Classements
Charts album
| Pays     | Durée du classement | Meilleur classement |
| -------- | ------------------- | ------------------- |
| Pays-Bas | 8 semaines          | 13e                 |